# Hazard Analysis and Critical Control Point
Hazard Analysis and Critical Control Point ili HACCP je sustavni preventivni pristup kojim se osigurava sigurnost hrane. Zadatak HACCP-a je pronalaženje i analiza opasnosti i utvrđivanje preventivnih mjera kojima se rizik nastanka potencijalno opasne hrane za ljudsko zdravlje svodi na minimum ili potpuno uklanja.
HACCP je alat koji pomaže proizvođačima hrane prilikom identifikacije, procjene i kontrole opasnosti koje mogu biti vezane za određeni proizvod ili cijelu proizvodnu liniju.  Nastao je na temelju razvojnog programa sigurnosti hrane za astronaute tokom 1970-tih godina u Pillsburyu, SAD. 

## Principi ili načela
1. Analiza opasnosti.  Označava moguće opasnosti povezane s hranom kao i načine kojima su ove opasnosti identificirane. Opasnosti mogu biti biološke (djelovanje mikroorganizama), kemijske (toksini) ili fizikalne (komadi metala, krhotine stakla itd.)
2. Određivanje kritičnih kontrolnih točaka. U proizvodnom procesu postoje točke od polazne sirovine, kroz proizvodni proces, pa sve do faze isporuke krajnjem kupcu pri kojima se moguća opasnost može kontrolirati odnosno eliminirati. Primjeri takvih kontrolnih točaka su npr. kuhanje, hlađenje, pakiranje i detekcija metala.
3. Uspostavljanje zaštitnih mjera s kritičnim granicama za svaku kontrolnu točku. Npr. za kuhanu hranu kao kritičnu točku može se uspostaviti minimalna temperatura kuhanja i vrijeme potrebno za eliminaciju štetnih mikroorganizama, ovisno o vrsti mikroorganizama i zahtjevima struke u tom pogledu.
4. Uspostavljanje postupaka praćenja kritičnih kontrolnih točaka. Te postupke mogu sačinjavati npr. (prilikom kuhanja) određivanje načina i osobe koja bi trebala pratiti temperaturu kuhanja. (jačanje sustava odgovornosti)
5. Uspostavljanje korektivnih radnji koje trebaju biti poduzete kada je praćenje pokazalo da kritične točke nisu osigurane na adekvatan način. Npr., ponovna obrada ili odlaganje hrane ako nije uspostavljena zadana minimalna temperatura.
6. Uspostavljanje postupaka kojim se potvrđuje da sustav ispravno funkcionira. Postupci kojima potvrđujemo korektnost metode. Npr., vrijeme ispitivanja rada uređaja i instaliranje mjerača temperature s povratnom spregom koji zapisuje podatke koji potvrđuju da uređaj za kuhanje ispravno funkcionira.
7. Uspostavljanje učinkovitog vođenja evidencije prema dokumentima HACCP sustava. Ovaj korak uključuje uspostavu zapisa o opasnosti i metodama za njihovu kontrolu, praćenje sigurnosnih zahtjeva i poduzete radnje kako bi se ispravili mogući nastali problemi. Svaki od ovih principa mora biti temeljen na pouzdanim znanstvenim tvrdnjama, npr. na temelju objavljenih pravovremenih mikrobioloških studija ili činjenice o temperaturnim čimbenicima neophodnim za kontroliranje patogena prenosivih hranom.

## Vanjske poveznice
Sustavi kvalitete i sigurnosti hrane  Arhivirana inačica izvorne stranice od 21. srpnja 2014. (Wayback Machine)
HACCP